# Jocelyne Trouillot
Jocelyne Trouillot Morisset (Puerto Príncipe, 21 de abril de 1948) es una escritora, académica y ensayista haitiana, rectora de la Universidad del Caribe.

## Biografía
Hija de Ernest Trouillot y Anne-Marie Morisset, nació en Puerto Príncipe, Haití. Se graduó de la École normale supérieure en Haití y luego estudió Psicología y Educación en la Universidad de Burdeos; recibió una maestría en Educación bilingüe en la Universidad de Long Island. Fue docente durante varios años, desarrollando además diversos materiales educativos para niños haitianos. Tras mudarse a Florida, completó un doctorado en la Universidad Atlántica de Florida. Durante varios años, dirigió los programas de educación bilingüe para las escuelas en el condado de Miami-Dade. Después de que terminó el régimen de Duvalier en Haití, regresó a su país, donde fue cofundadora de la Universidad del Caribe. Trouillot también fue fundadora y presidente de AYIBBY, la filial haitiana de la Organización Internacional para el Libro Juvenil. Es una ferviente promotora del uso del criollo haitiano en las escuelas.
Trouillot es autora de una serie de libros de texto, así como de libros para niños en creol. También es rectora de la Universidad Caribe y directora de la editorial Université Caraïbe.
Su hermano Lyonel es también escritor; su hermana Evelyne es escritora y académica. Su hermano Michel-Rolph es antropólogo y académico. El historiador haitiano Henock Trouillot era su tío.

## Obras seleccionadas
- Betsi,  CUC/ Éditions Université Caraïbes, Puerto Príncipe (Haití), 2007;
- Yo bay kanè, CUC/ Éditions Université Caraïbes, Puerto Príncipe (Haití), 2008;
- Pòpòl nèg Chanzòl, CUC/ Éditions Université Caraïbes, Puerto Príncipe (Haití), 2009;
- Goudougoudou, CUC/ Éditions Université Caraïbes, Puerto Príncipe (Haití), 2010;
- 126 lèt damou, CUC/ Éditions Université Caraïbes, Puerto Príncipe (Haití), 2011;
- Fifi pè peny, CUC/ Éditions Université Caraïbes, Puerto Príncipe (Haití), [sans date];